# Vliegende vogels
Vliegende vogels is een kunstwerk in Amsterdam Nieuw-West.
Kunstenaar Jannes Limperg maakte het bronzen beeld voor de Christelijk MAVO aan de Nieuwe Laan in Osdorp. Die school werd in 1971 geopend en verwachtte dan ook het beeld. De kunstenaar had echter pech. Hij moest zijn atelier verlaten, zijn toeleverende wasfabriek brandde af en zijn bronsgieter werd ziek. Hij had het beeld "pas" twee jaar later klaar; het werd op 4 september 1973 onthuld. Vanuit de school verhuisde het naar brug 753 in Meer en Vaart over de Osdorpergracht. Later werd het opnieuw verplaatst naar de Pieter Calandlaan hoek Eliza van Calcarstraat, ook weer bij een schoolcomplex (Calandlyceum).
Volgens Het Parool van 11 september 1973 stelt het beeld een drietal vliegende vogels voor, op weg naar de toekomst. De site Buitenbeeld in beeld zag er een parende haan en kip in. De Kunstwacht Amsterdam (beheer kunst in de openbare ruimte) ziet er een moedervogel in die haar kuiken het nest ziet verlaten. 
Het Amsterdam Museum heeft een voorstudie van het beeld van wat jaren eerder; groot 25,6 (met plint)/14,5 (zonder) bij 10 bij 9,5 centimeter.

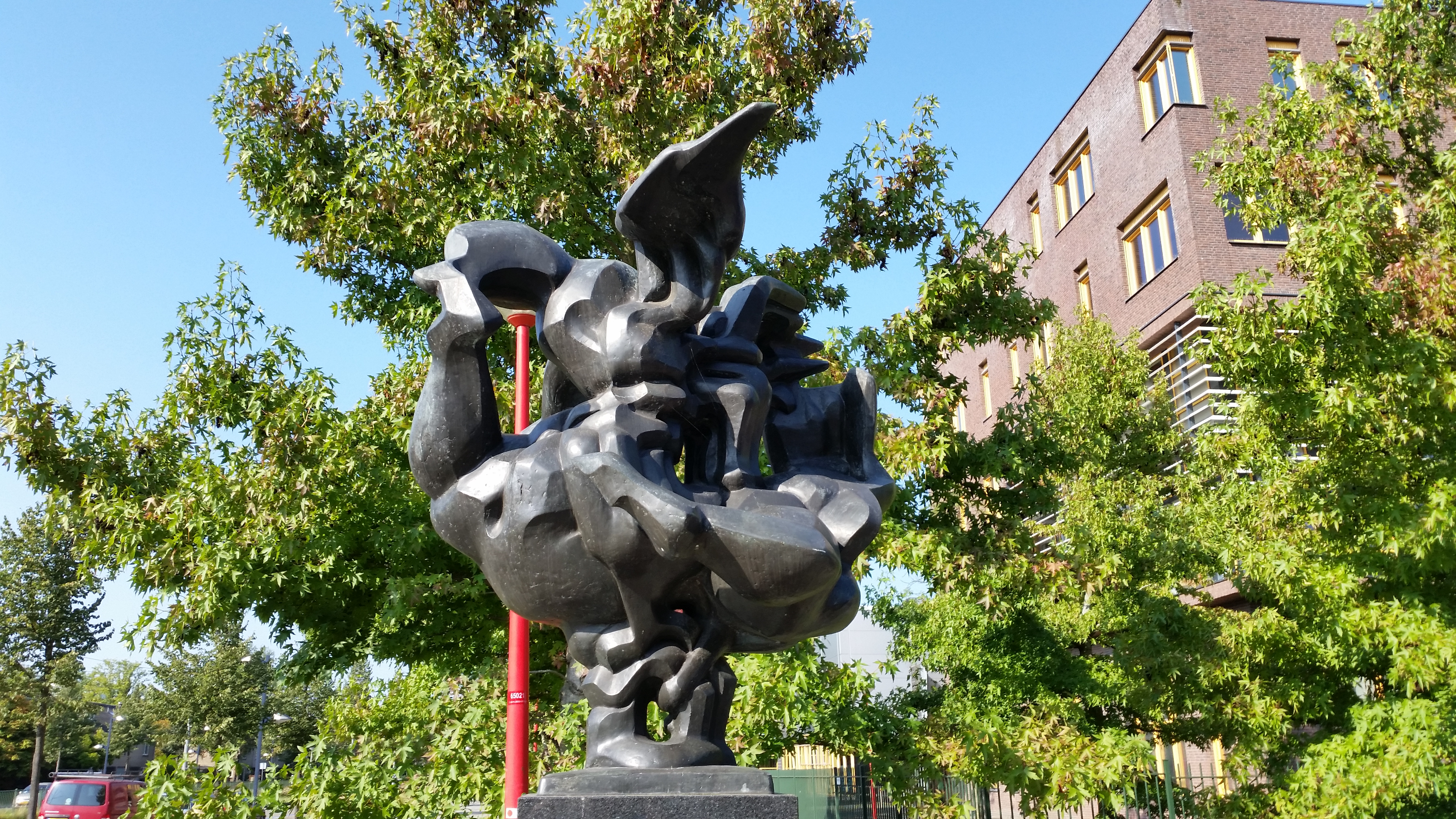
Vliegende vogels vanuit andere hoek (september 2018)